# Białka (powiat parczewski)
Białka – wieś w Polsce położona w województwie lubelskim, w powiecie parczewskim, w gminie Dębowa Kłoda.
W latach 1975–1998 miejscowość należała administracyjnie do województwa bialskopodlaskiego.
Wieś stanowi sołectwo w gminie Dębowa Kłoda. Według Narodowego Spisu Powszechnego z roku 2011 wieś liczyła 236 mieszkańców.
Na terenie wsi znajduje się Jezioro Bialskie. W sezonie letnim używane jest w celach rekreacyjnych, we wsi znajduje się tu ośrodek wypoczynkowy. Istnieje dogodna baza noclegowa w postaci domków letniskowych, ośrodków wypoczynkowych oraz pól kempingowych i namiotowych. Jezioro ma kształt owalny o powierzchni 31,7 hektara i objętości 2158 000 m³, jego maksymalna głębokość to 18,2 m. Według wyników badań Wojewódzkiego Inspektoratu Ochrony Środowiska w Lublinie jezioro posiada II (dobrą) klasę czystości.
W sezonie wypoczynkowym do Białki kursują z Lublina przyspieszone busy kilku prywatnych firm.
We wrześniu 1942 roku żandarmeria niemiecka otoczyła gajówkę w Białce i dokonała egzekucji 5 osób. Gajówkę wraz z zabudowaniami gospodarczymi żandarmi spalili razem z ciałami pomordowanych. 7 grudnia 1942 roku, ekspedycja karna, złożona głównie z jednostek SS, po wykryciu przebywającego w pobliżu uzbrojonego oddziału żydowskiego spacyfikowała wieś. Za udzielanie pomocy partyzantom, Niemcy wszystkich mieszkańców wsi spędzili pod szkołę, wybrali wszystkich mężczyzn i 96 z nich rozstrzelali (tzw. zbrodnia w Białce).
Wierni Kościoła rzymskokatolickiego należą do parafii św. Jana Chrzciciela w Parczewie.

## Odznaczenia
- Order Krzyża Grunwaldu III klasy (1977)[10]